# Max Frey (peintre, 1874)
Pour les articles homonymes, voir Max Frey.
Max Frey (né le 16 avril 1874 à Mühlburg près de Karlsruhe, mort le 11 mars 1944 à Bad Harzburg) est un peintre allemand associé au symbolisme et à la Nouvelle Objectivité.

## Biographie
Max Frey est élève de Ferdinand Keller, de Gustav Schönleber et de Leopold von Kalckreuth à l'académie des beaux-arts de Carlsruhe de 1893 à 1903. Max Frey déménage à Francfort-sur-le-Main en 1904 et à Dresde en 1906. Max Frey est professeur à l'École des Arts et Métiers de Dresde de 1907 à 1934. Il a comme élèves, entre autres, Hans Grundig, Willy Wolff (de), Margarete Wendt, Margarete Kühn et Oscar Cahén,.
Max Frey est membre du Deutscher Künstlerbund, du Dresdner Kunstgenossenschaft (La Ligue des artistes de Dresde) et est l'un des membres fondateurs des groupes Grün-Weiß et du Dresdner Künstlergruppe 1913.
Durant les années 1920 et les années 1930, ses peintures, ont été influencés par le mouvement de la Nouvelle Objectivité et du réalisme magique.

## Illustrations

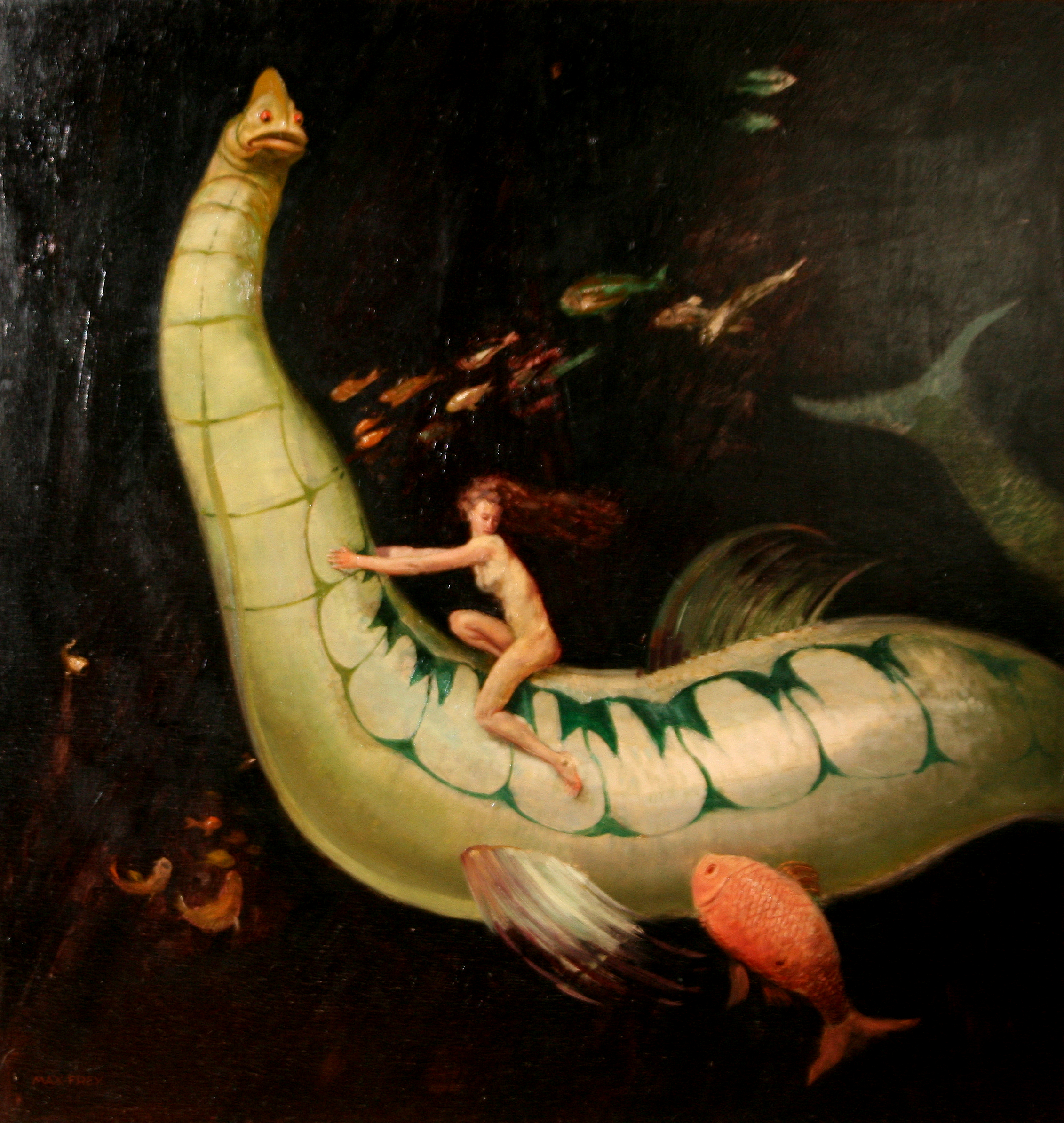
Profondeur ((de) Meerestiefe), 1926
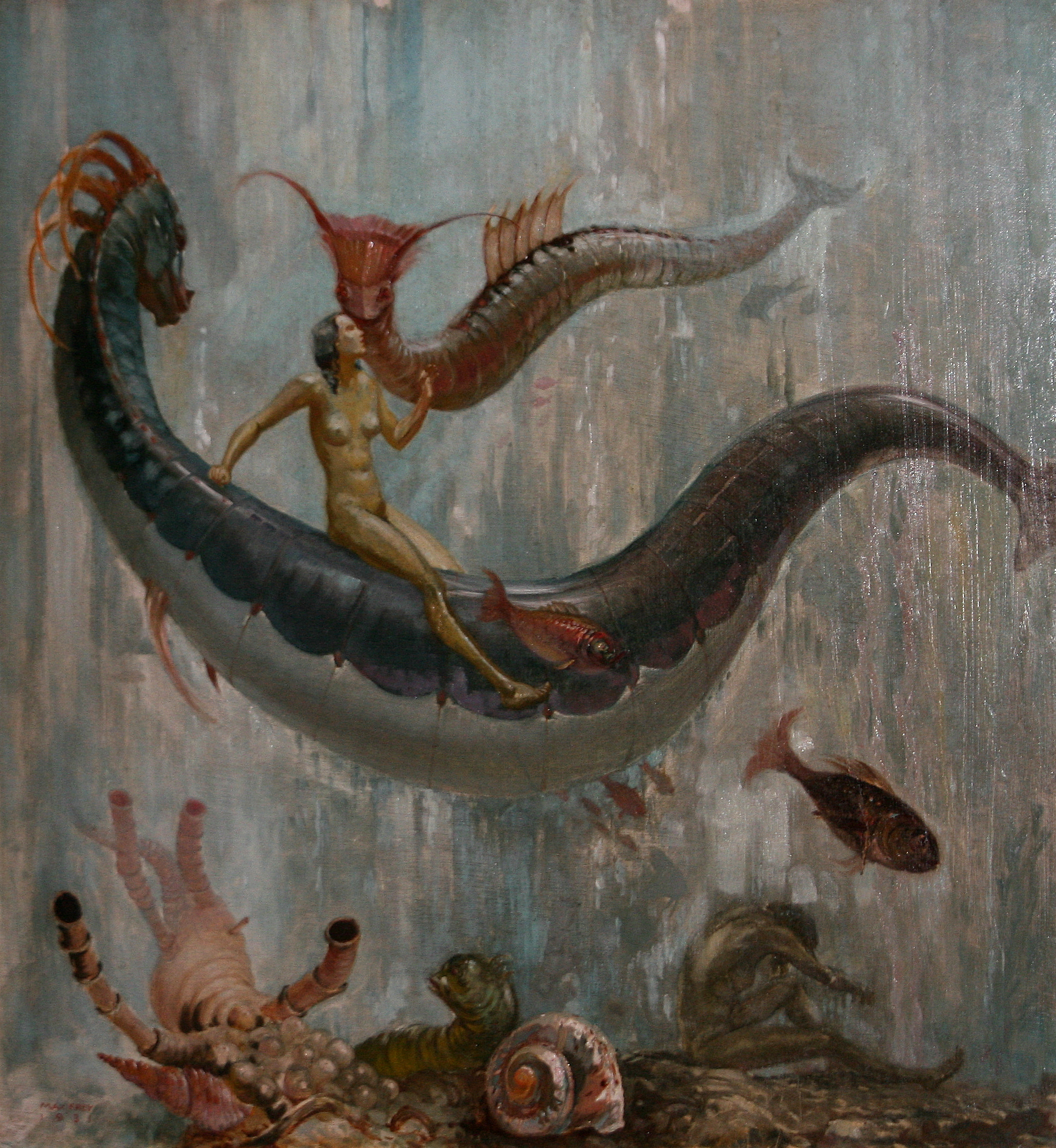
Scène sous-marine, 1931
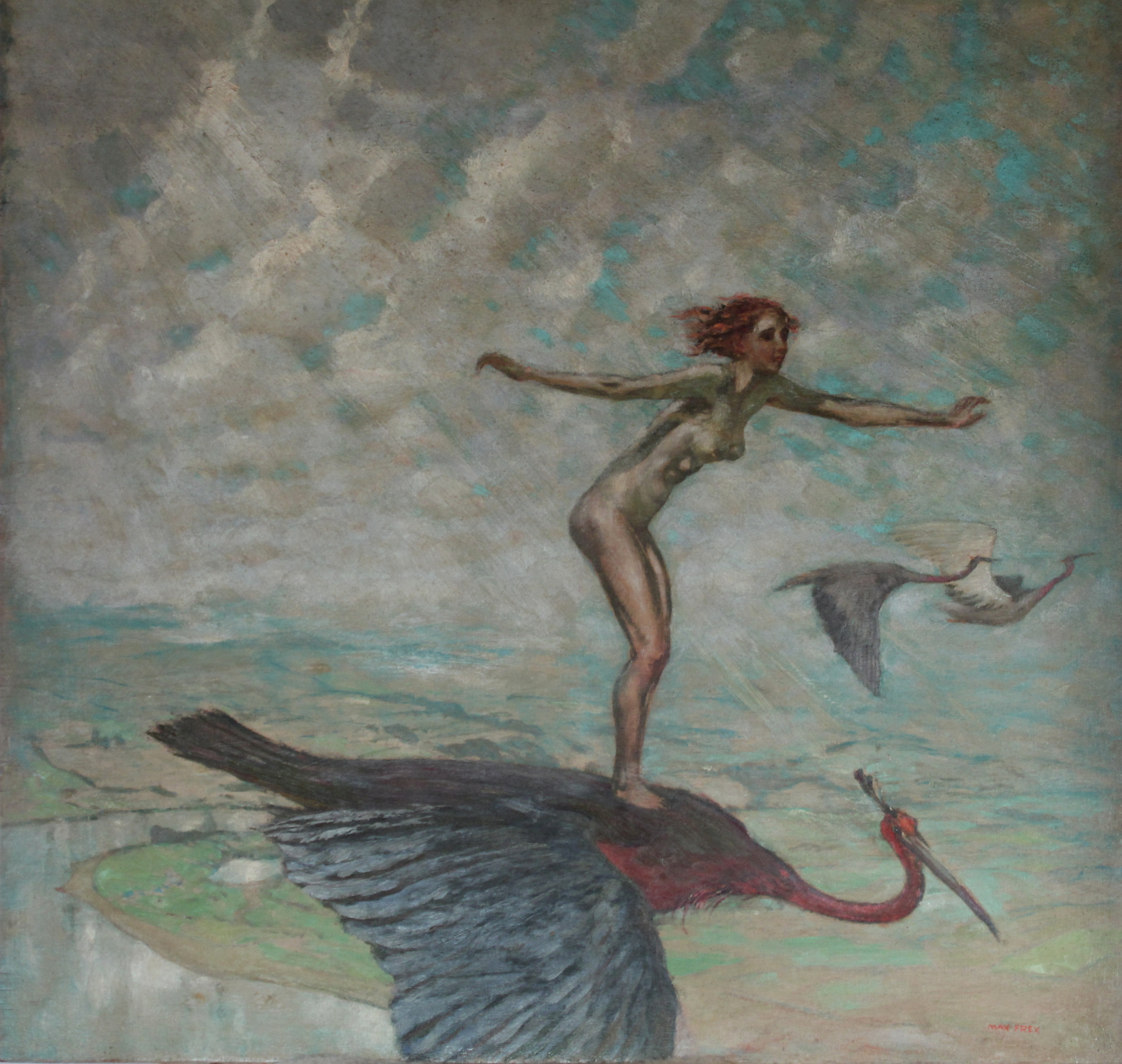
Oiseaux migrateurs ((de) Wandervögel), 1931
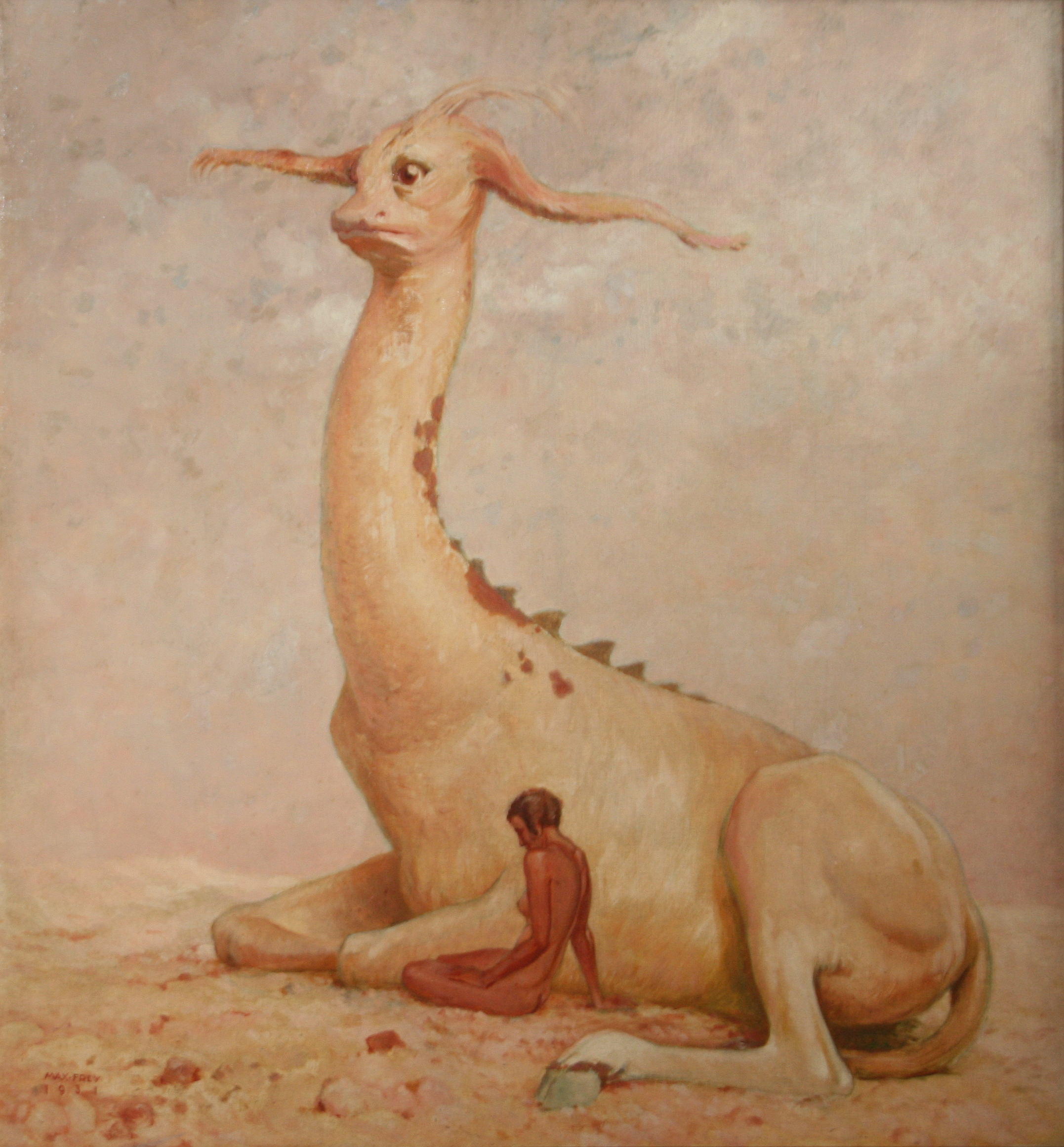
L'animal et l'homme ((de) Tier und Mensch), 1931
- Chasseuses volantes ((de) Fliegende Jägerinnen), 1932
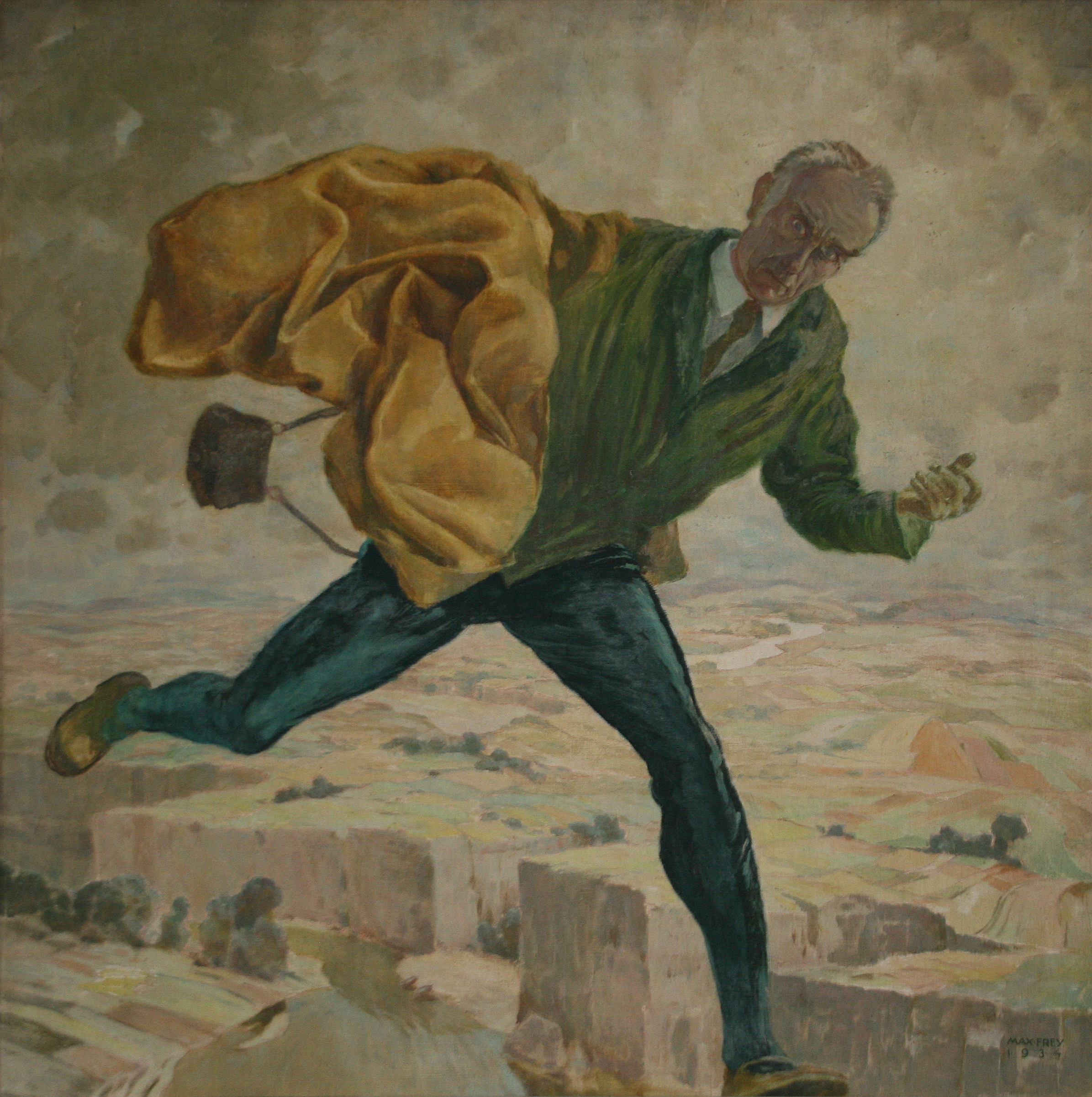
Autoportrait, 1934
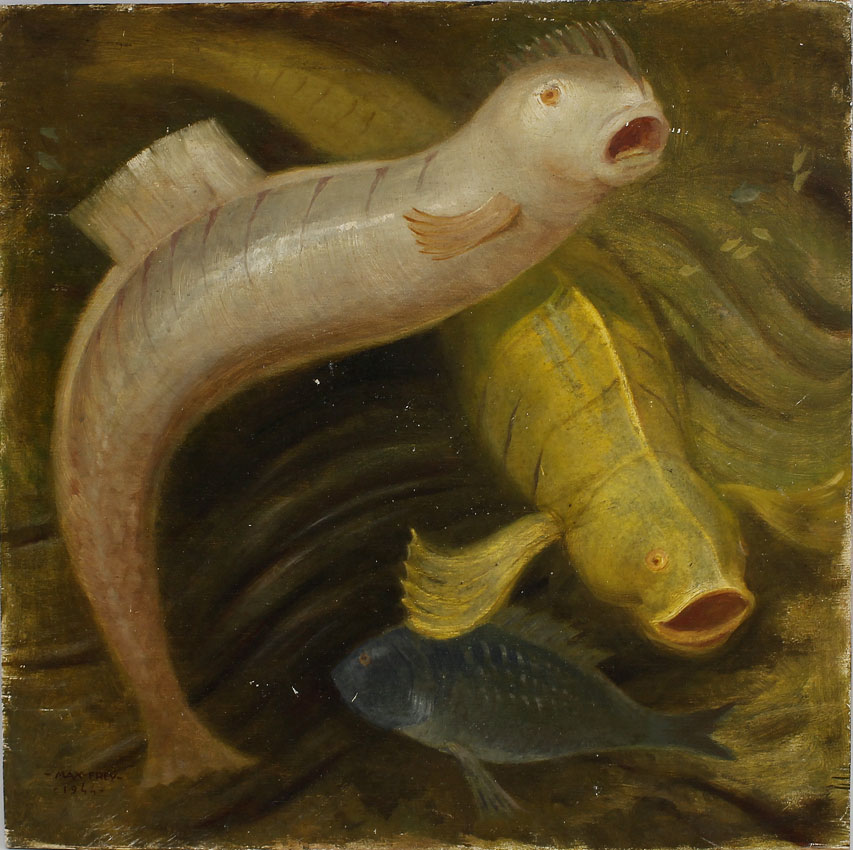
Poissons, 1944

## Pour en savoir plus
- (de) Holger Schlegel: Die vergessene Welt des Malers Max Frey. In: Goslarsche Zeitung. Ausgabe Bad Harzburg, Vol. 231, No. 171 (2015): p. 18 (en ligne).
- (de) Gernot Klatte: Frey, Max. In: Allgemeines Künstlerlexikon. Die Bildenden Künstler aller Zeiten und Völker (AKL), Vol. 44 (2005): p. 521,  (ISBN 3-598-22784-1)
- (de) Ulrich Thieme et Felix Becker, Allgemeines Lexikon der Bildenden Künstler von der Antike bis zur Gegenwart, vol. 12, E. A. Seemann, 1916, 614 p. (lire en ligne), p. 442
- (de) Joseph August Beringer: Badische Malerei im neunzehnten Jahrhundert (1913): p. 128-129
- (de) Friedrich Jansa: Frey, Max Adolf Peter. In: Deutsche Bildende Künstler in Wort und Bild (1912): p. 169
- (en) « Max Frey », extrait de la notice dans le dictionnaire Bénézit , sur Oxford Art Online, 2011 (ISBN 9780199773787)